# Finlandia Trophy 2013
Finlandia Trophy 2013 – międzynarodowe zawody łyżwiarstwa figurowego w sezonie 2013/2014. Zawody rozgrywano od 4 do 6 października 2013 roku w hali Espoo Metro Areena w Espoo.
Wśród solistów triumfował Japończyk Yuzuru Hanyū, natomiast w rywalizacji solistek Rosjanka Julija Lipnicka. W parach tanecznych złoty medal zdobyli Kanadyjczycy Tessa Virtue i Scott Moir. Tytuł w łyżwiarstwie synchronicznym wywalczył fiński Team Unique.

## Wyniki

### Soliści
| Poz. | Zawodnik          | Nota łączna | SP | SP    | FS | FS     |
| ---- | ----------------- | ----------- | -- | ----- | -- | ------ |
| 1    | Yuzuru Hanyū      | 265,59      | 1  | 84,66 | 1  | 180,93 |
| 2    | Siergiej Woronow  | 241,37      | 2  | 79,74 | 2  | 161,63 |
| 3    | Artur Gaczinski   | 212,90      | 6  | 67,34 | 3  | 140,89 |
| 4    | Richard Dornbush  | 206,71      | 8  | 65,82 | 4  | 140,89 |
| 5    | Jorik Hendrickx   | 199,75      | 4  | 69,18 | 6  | 130,57 |
| 6    | Douglas Razzano   | 199,31      | 3  | 71,89 | 7  | 127,42 |
| 7    | Maciej Cieplucha  | 197,51      | 7  | 66,86 | 5  | 130,65 |
| 8    | Kento Nakamura    | 192,53      | 5  | 67,83 | 8  | 119,58 |
| 9    | Viktor Romanenkov | 180,35      | 10 | 60,77 | 9  | 119,58 |
| 10   | Matthias Versluis | 171,40      | 9  | 62,36 | 10 | 109,04 |
| 11   | Martin Rappe      | 157,79      | 12 | 52,08 | 11 | 105,71 |
| 12   | Valtter Virtanen  | 151,57      | 11 | 53,90 | 12 | 97,67  |
| 13   | Viktor Zubik      | 145,45      | 14 | 48,67 | 13 | 96,78  |
| 14   | Antonio Panfili   | 144,99      | 13 | 51,52 | 14 | 93,47  |

### Solistki
| Poz. | Zawodniczka              | Nota łączna | SP  | SP    | FS  | FS     |
| ---- | ------------------------ | ----------- | --- | ----- | --- | ------ |
| 1    | Julija Lipnicka          | 191,31      | 1   | 65,49 | 1   | 125,82 |
| 2    | Akiko Suzuki             | 180,54      | 2   | 64,57 | 3   | 115,97 |
| 3    | Jelizawieta Tuktamyszewa | 173,45      | 6   | 52,13 | 2   | 121,32 |
| 4    | Mirai Nagasu             | 164,51      | 4   | 54,01 | 4   | 110,50 |
| 5    | Vanessa Lam              | 152,28      | 3   | 56,31 | 6   | 95,97  |
| 6    | Isabelle Olsson          | 150,45      | 5   | 52,17 | 5   | 98,28  |
| 7    | Juulia Turkkila          | 129,73      | 7   | 45,61 | 7   | 84,12  |
| 8    | Risa Shoji               | 124,90      | 8   | 44,71 | 8   | 80,19  |
| 9    | Rosaliina Kuparinen      | 122,91      | 9   | 43,81 | 9   | 79,10  |
| 10   | Giada Russo              | 119,60      | 10  | 43,51 | 10  | 76,09  |
| 11   | Isabelle Pieman          | 112,65      | 12  | 37,56 | 11  | 75,09  |
| 12   | Carol Bressanutti        | 110,76      | 13  | 36,54 | 12  | 74,22  |
| 13   | Gerli Liinamäe           | 106,11      | 14  | 32,82 | 13  | 73,29  |
| 14   | Seidi Rantanen           | 103,24      | 11  | 38,11 | 14  | 65,13  |
| WD   | Fleur Maxwell            | DNS         | DNS | DNS   | DNS | DNS    |

### Pary taneczne
| Poz. | Zawodnicy                             | Nota łączna | RD | RD    | FD | FD     |
| ---- | ------------------------------------- | ----------- | -- | ----- | -- | ------ |
| 1    | Tessa Virtue / Scott Moir             | 167,87      | 1  | 67,23 | 1  | 100,64 |
| 2    | Madison Chock / Evan Bates            | 143,06      | 2  | 53,34 | 2  | 89,72  |
| 3    | Justyna Plutowska / Peter Gerber      | 131,71      | 3  | 51,25 | 4  | 80,46  |
| 4    | Isabella Tobias / Deividas Stagniūnas | 130,33      | 5  | 48,89 | 3  | 81,44  |
| 5    | Henna Lindholm / Ossi Kanervo         | 124,33      | 4  | 49,46 | 5  | 74,87  |
| 6    | Irina Stork / Taavi Rand              | 119,65      | 6  | 48,46 | 6  | 71,19  |
| 7    | Shari Koch / Christian Nüchtern       | 113,72      | 8  | 44,98 | 7  | 68,74  |
| 8    | Ramona Elsner / Florian Roost         | 109,17      | 7  | 46,11 | 8  | 63,06  |
| 9    | Olesia Karmi / Max Lindholm           | 101,20      | 9  | 38,52 | 9  | 62,68  |
| 10   | Cecilia Törn / Jussiville Partanen    | 98,85       | 10 | 37,81 | 10 | 61,04  |

### Łyżwiarstwo synchroniczne
| Poz. | Drużyna           | Punkty | SP |
| ---- | ----------------- | ------ | -- |
| 1    | Team Unique       | 67,07  | 1  |
| 2    | Team Paradise     | 64,17  | 2  |
| 3    | Marigold IceUnity | 60,09  | 3  |
| 4    | Rockettes         | 58,69  | 4  |
| 5    | Revolutions       | 48,17  | 5  |